# Stictopisthus nigellus
Stictopisthus nigellus là một loài tò vò trong họ Ichneumonidae.